# مهمة مستحيلة 2
مهمة مستحيلة 2 (بالإنجليزية: Mission: Impossible II)‏ هو فيلم حركة تم إنتاجه في أستراليا والولايات المتحدة الأمريكية سنة 2000 . وهذا الفيلم من بطولة توم كروز ودوجراي سكوت.

## قصة الفيلم
يتم إرسال العميل السري إيثان هانت في مهمة جديدة للعثور على عينات من فيروس جيني خطير  لتدميرها قبل أن تتسبب في تدمير حياة ملايين البشر. لكن مهمة إيثان تتحول إلى مهمة مستحيلة عندما يكتشف إنه ليس الشخص الوحيد الذي يسعى للعثور على مصل الفيروس ، حيث يدخل في صراع مع عصابة إرهابية تحت قيادة عميل سابق.
يكتشف إيثان إن زعيم العصابة نجح بالفعل في الحصول على علاج المرض الخطير ويحاول الحصول على عينات المرض ليبدأ في تنفيذ خطته بنشر المرض في جميع أنحاء العالم.
يستعين إيثان باللصة المحترفة (نياه) لمساعدته في استرجاع المصل والفيروس، إلا أنه سرعان ما يقع في حبها، يسعى إيثان لإنقاذ حبيبته من موتٍ محتم بعد أن تصاب بالفيروس؛ في الوقت الذي يتوجب عليه إفشال مخطط آمبروز.

## طاقم التمثيل
- توم كروز بدور إيثان هانت
- دوجراي سكوت بدور شون أمبروز
- ثاندي نيوتن بدور نياه نورديوف
- فينج راميس بدور لوثر ستيكل
- ريتشارد روكسبيرج بدور هيو ستامب
- جون بولسون بدور بيلي بيرد
- بريندان جليسون بدور جون ماكلوي
- أنتوني هوبكنز بدور قائد المهمة
- ماثيو ويلكنسون بدور مايكل
- دومينيك بورسيل بدور أولريش
- نيكولاس بيل بدور المحاسب

## الميزانية والإيرادات
بلغت تكلفة إنتاج الفيلم حوالي 125 مليون دولار، بينما حقق أرباحا تقدر بـ 546,388,105 دولار.

## روابط خارجية
- مقالات تستعمل روابط فنية بلا صلة مع ويكي بيانات